# Расина
Расина је десна притока Западне Мораве. Дугачка је 92 km и има слив од 981 km². Извире на падинама Гоча и Жељина, под Црним Врхом на надморској висини од 1340 метара од изворишних кракова Велике и Бурманске реке, а утиче у Западну Мораву 5 km низводно од Крушевца, на 134 m надморске висине. Има просечан пад корита од 13 промила. Тече дубоком долином која се ка доњем току постепено проширује достижући и до 3 km ширине. До села Разбојне тече клисурастом долином са малим ерозионим проширењима, какво је код Бруса. Између Разбојне и Златара протиче плитким и широким коритом кроз Доброљубачку котлину, да би потом ушла у Златарску клисуру у којој гради неколико укљештених меандара. Низводно од Мајдева, Расина улази у Крушевачку котлину, долина јој је широка и извијугана и у близини ушћа река је широка 35 до 40 и дубока 0,5 до 1 метар.
Слив Расине има изразито асиметричан облик. Осим речице Загрже, која Расини притиче са планине Гоча с леве стране у изворишном делу, све остале притоке дотичу са десне стране. Највећа међу њима је Грашевачка река. Блаташница се пробија кроз Јанкову клисуру и улива се у Расину код Разбојне.
Расина даје Западној Морави просечно 9 m³ воде у секунди. Она има карактер праве бујице јер су јој амплитуде протицаја врло изразите. У априлу располаже готово 5,5 пута већом количином воде него у августу. Највећи протицај имала је априла 1958. године и износио је 342 m ³ воде у секунди. Да би се ублажиле овако велике разлике протицаја и зауставио нанос који река приноси, у Златарској клисури је 1979. подигнута брана висока 55 метара и формирано је језеро Ћелије. 
Међу природним реткостима мора се истаћи златоносна река Расина на чијим се обалама деценијама појединци успешно баве испирањем златног праха .